# 824 (číslo)
Osm set dvacet čtyři je přirozené číslo, které následuje po čísle osm set dvacet tři a předchází číslu osm set dvacet pět. Římskými číslicemi se zapisuje DCCCXXIV.

## Matematika
825 je:
- Deficientní číslo
- Šťastné číslo
- Nepříznivé číslo

## Astronomie
- (824) Anastasia je planetka hlavního pásu, kterou objevil v roce 1916 Grigory Neujmin

## Roky
- 824
- 824 př. n. l.